# Adam Talwosz
Adam Talwosz herbu Łabędź (zm. 22 lutego 1622 roku) – kasztelan żmudzki w latach 1614-1622, starosta dyneburski w latach 1590–1614.
Był wyznawcą kalwinizmu.
Syn kasztelana żmudzkiego Mikołaja.
Studiował na Uniwersytecie w Królewcu w 1577 roku i Uniwersytecie w Ingolstadt w 1579 roku.
Jako ewangelik był wybrany prowizorem przez protestancko-prawosławną konfederację wileńską w 1599 roku.
Był posłem województwa wileńskiego na sejm 1600 roku.
Pochowany wraz z żoną w ufundowanym przez siebie zborze w Rykontach.